# Nafarros (São Martinho)

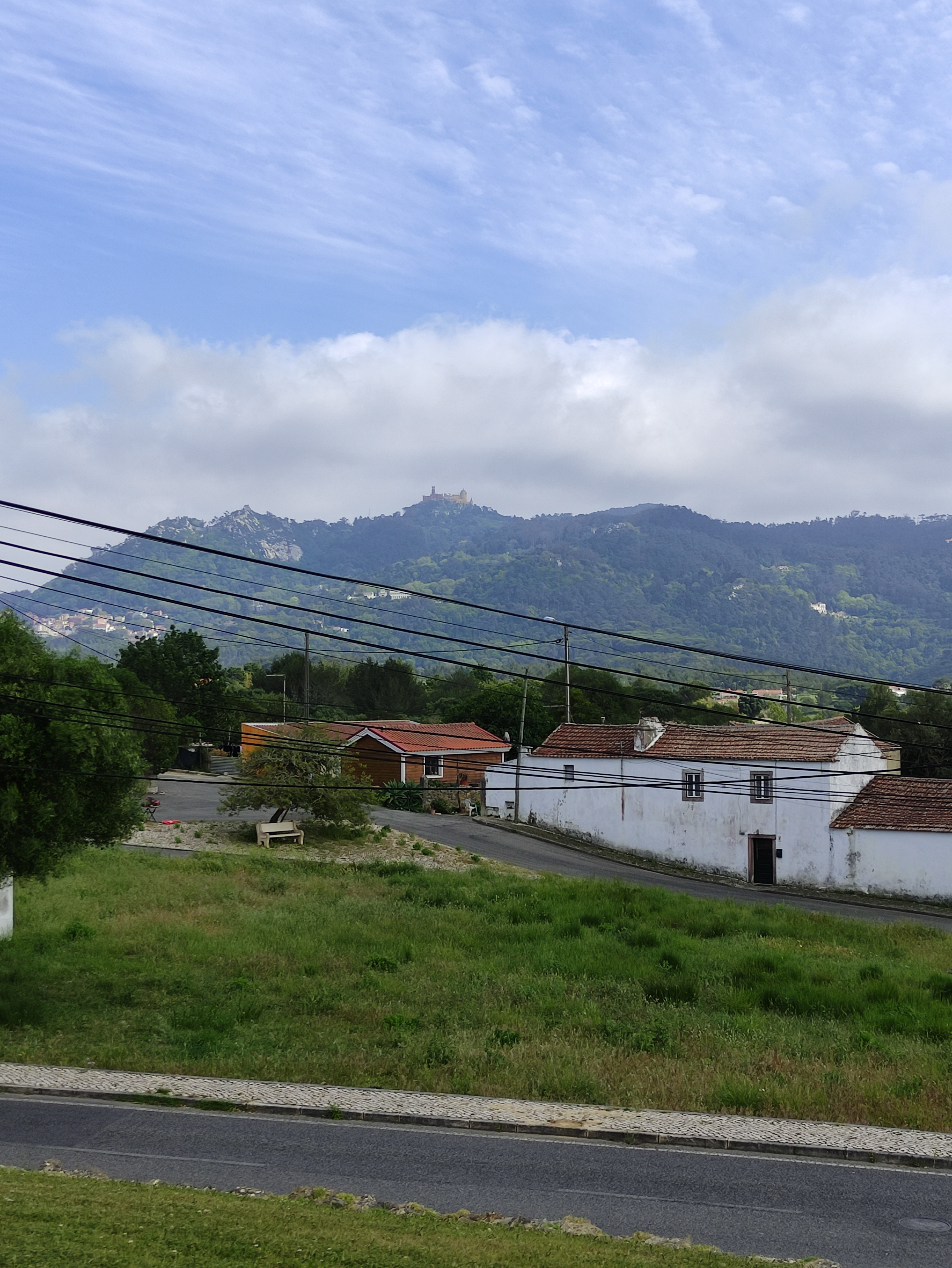
Vista do Palácio da Pena, a partir de Nafarros

Nafarros (do árabe nafar, "tropas") é uma localidade da antiga freguesia de São Martinho e São Pedro de Penaferrim, Município de Sintra.
A aldeia de Nafarros remonta, pelo menos, ao seculo XV, sendo então designada por "Casal de Nafarros". Sabemos que este casal foi doado pelo Rei D. Afonso V a Mem de Brito, em 1478. Nos séculos seguintes estas terras conheceriam vários proprietários e foreiros, tendo sido vendidas, em 1723, a Paulo de Carvalho de Ataíde, Arcipreste da Igreja Patriarcal.  

## Ligações Externas
- Andreia de Almeida (2022). Aldeias de Portugal: Nafarros, Sintra. In Blog Caldo Verde